# Scipopus erythrocephalus
Scipopus erythrocephalus är en tvåvingeart som först beskrevs av Fabricius 1805.  Scipopus erythrocephalus ingår i släktet Scipopus och familjen skridflugor. Inga underarter finns listade i Catalogue of Life.